# Cruise Chaser Blassty
Cruise Chaser Blassty (яп. クルーズチェイサーブラスティー) — японська рольова відеогра у жанрі меха, розроблена та випущена 30 квітка 1986 року компанією SquareSoft для різних японських комп'ютерів, таких як: NEC PC-8801, NEC PC-9801, Sharp X1. Концепцію, на основі якої лежить оригінальна бойова система, розробили Сакагуті Хіноробу та Аокі Кадзухіко, світ гри був намальований мангакою Нагано Мамору, музику для саунтреку написав Уемацу Нобуо. Відеогра має незвичайно бойову систему, у якій гравець керував меха-роботом від першої особи та міг настроїти його на свій розсуд.

## Сюжет
Головний герой, разом із групою молодих людей зі Землі, випадково потрапляє у центр збройного конфлікту між повстанцями та урядом, що контролює Сонячну систему. Сетинг є високотехнологічне майбутнє нашого світу, людству доступні прогресивні космічні апарати й футуристична зброя. Вся влада в Сонячній системі утримується в руках уряду, названа «Комуною» (англ. Commune), що базується в гігантській космічній станції, що обертається навколо Землі. Однак група опозиціонерів, названа «Інверс» (англ. Inverse) із Марса не згодні з їх абсолютною владою і повстають проти них. Основною зброєю в боротьбі є космічні бійці під назвою Cruise Chasers, що можуть перетворюватися на меха за допомогою системи Blassty. Гра має дві кінцівки, залежачи від дій користувача, — переможе або «Комуна», або «Інверс».

## Геймплей
Японська рольова відеогра від першої особи з можливістю кастомізації власного меха. У нижній частині екрана показані різні сенсори та рівень потужності, а інша частина екрану показує поточний вигляд меха. Персонаж літає через космічний простір, зустрічаючись з групами кораблів противника. Битва в цих випадках обробляється через текстові поля, у яких гравець вирішує, скільки доступної потужності витрачати на атаку, а потім показується результат нападу. Коли гравець зустрічає меха-ворогів, основний екран розділяється на два: з однієї сторони гравець, а з іншої ворог. Гравець вибирає тип атаки за допомогою меню, а прості анімації відтворюють їх на кожній половині екрану, по одній за раз, для відображення атаки та результатів.

## Розробка
Відеогра була розроблена та написана Сакагуті Хіноробу та Аокі Кадзухіко. Дизайн гри зроблений Наката Хіромі та Мікі Бруно, а оригінальна конструкція для меча створена Акітака Міка. Програмування для різних версій комп'ютерів займалися Саїгаса Сун (для PC-8801), Вакамацу Макото (для PC-9801) та Кояма Такасі (для X1).
Проект EGG, ліцензований емулятор для домашніх комп'ютерних ігор, включав Cruise Chaser Blassty в обмеженому випуску «Classic Classic Collection PC Collection», випущеного 8 вересня 2013 року, заром із такими іграми як: The Death Trap, Will: The Death Trap II, Alpha та іншими відеоіграми Square, випущеними між 1984 та 1987 роках. Також вони випустили її для свого вебемулятора 2 травня 2014 року.

### Музика
Саундтрек до Cruise Chaser Blassty був дебютним проектом для Уемацу Нобуо, який він написав разом з Уно Такасі. Вініловий альбом для гри під назвою «Cruise Chaser Blassty» був випущений 26 квітня 1986 року і містив шість треків із відеогри.

## Прийом
Відеогра була п'ятою грою, випущеною SquareSoft і третьою, розробленою ними. У 1987 році сюжет гри був адаптований у мангу і опублікований у журналі «Hobby Japan» з 1986 по 1987 роки. Розділи були зібрані у два танкобона, позначені як «Частина І» та «Частина II», та випущених у грудні 1990 року й квітні 1991 року. Продовження мангу, під назвою «Cruise Chaser Blassty 2», було випущено у квітні 1992 року.